# Hoplitis biscutellae
Hoplitis biscutellae är en biart som först beskrevs av Cockerell 1897. Den ingår i släktet gnagbin och familjen buksamlarbin. Inga underarter finns listade i Catalogue of Life.

## Beskrivning
Arten är ett kraftigt byggt bi med övervägande svart grundfärg. Delar av fötterna, vingfästena och bakkanterna på tergiterna är dock brunaktiga. Behåringen är vitaktig. I ansiktet är den tät och lång, medan den på bakkroppen formar hårband på bakkanterna av tergit 2 till 6. Hanen blir mellan 9 och 13 mm lång.

## Utbredning
Utbredningsområdet sträcker sig från Kalifornien i väster över Nevada, Utah, Arizona och New Mexico till Texas i USA samt vidare söderut till Sonora och Coahuila i norra Mexiko.

## Ekologi
Hoplitis biscutellae är polylektisk, den flyger till blommande växter från många familjer som pockenholtsväxter, akantusväxter, korgblommiga växter, katalpaväxter, kaktusväxter, ärtväxter, strävbladiga växter, kransblommiga växter, brännreveväxter och malvaväxter.
Som alla gnagbin är arten solitär, honan svarar själv för bobyggnaden och omsorgen om avkomman. Bona inryms gärna i gamla insektsgångar. Typiskt för denna art är att den i hög grad konstruerar cellväggar och förslutningspropp av blad och kåda från pockenholtsväxten kreosotbuske. Även larvfödan består till stor del av pollen från kreosotbusken, blandat med nektar. Larverna övervintrar i sina kokonger som passiva vilolarver.